# متكبدة كوخية
المتكبدة الكوخية (الاسم العلمي: Hepatocystis) هي جنسٌ من طفيليات تنتقل عبر برغش البعضوضيات [الإنجليزية]. تتضمن مضيفاتها الرئيسيات والخفاشيات وفرس النهر والسنجابيات.